# Allendale (Michigan)
Allendale – jednostka osadnicza w USA, w stanie Michigan, w hrabstwie Ottawa. W 2000 r. miasto na powierzchni 61,5 km² zamieszkiwało 11 555 osób.